# Championnat du Japon d'échecs
Le championnat d'échecs du Japon est une épreuve servant à désigner le champion d'échecs  du Japon. 
Il est organisé par la Fédération japonaise des échecs depuis 1968 et a lieu en mai ou en juin, à Tokyo le plus souvent. À partir de 1974, un championnat féminin est aussi organisé.
Des joueurs et des joueuses étrangers de passage au Japon ou installés au Japon ont remporté le championnat.
Le championnat sert également de réunion de sélection pour les joueurs japonais qui participeront aux finales du championnat du monde et aux Olympiades d'échecs.

## Historique du championnat
Pour la première édition du championnat, le suspense est allé jusqu'à la dernière ronde : Yukio Miyasaka remporte le championnat après avoir remporté le dernier match de la compétition.
À partir de la deuxième édition, le champion du Japon est désigné par un match entre le vainqueur de l'édition précédente (Yukio Miyasaka lors de la deuxième édition) et le vainqueur du tournoi national, qui devient un tournoi des challengers qui s'affrontent pour avoir le droit de défier le champion en titre.
À partir de la treizième édition, ce système est abandonné : le vainqueur du tournoi est désigné champion du Japon.

## Vainqueurs des championnats
L'année indiquée est celle où eut lieu le championnat. Ainsi Simon Bibby a remporté le 35e championnat organisé du 30 avril au 29 mai 2002 et porte le titre de champion du Japon pour l'année 2003.
| Édition Date | Édition Date | Champion                        | Championne                               |
| ------------ | ------------ | ------------------------------- | ---------------------------------------- |
| 1            | 1968         | Yukio Miyasaka                  |                                          |
| 2            | 1969         | Yukio Miyasaka                  |                                          |
| 3            | 1970         | Yukio Miyasaka                  |                                          |
| 4            | 1971         | Yukio Miyasaka                  |                                          |
| 5            | 1972         | Gentaro Gonda                   |                                          |
| 6            | 1973         | Gentaro Gonda                   |                                          |
| 7            | 1974         | Ken Hamada                      |                                          |
| 8            | 1975         | Gentaro Gonda                   | Miyoko Watai                             |
| 9            | 1976         | Gentaro Gonda                   | Emiko Nakagawa                           |
| 10           | 1977         | Gentaro Gonda                   | Emiko Nakagawa                           |
| 11           | 1978         | Gentaro Gonda                   | Miyoko Watai                             |
| 12           | 1979         | Gentaro Gonda                   | Miyoko Watai                             |
| 13           | 1980         | Koobun Oda                      | Naoko Takemoto (née Takahashi)           |
| 14           | 1981         | Koobun Oda                      | Naoko Takemoto (née Takahashi)           |
| 15           | 1982         | Hiroyuki Nishimura              | Naoko Takemoto (née Takahashi)           |
| 16           | 1983         | Hiroyuki Nishimura              | Naoko Takemoto (née Takahashi)           |
| 17           | 1984         | Hiroyuki Nishimura              | Naoko Takemoto (née Takahashi)           |
| 18           | 1985         | Gentaro Gonda Paul Kuroda (USA) | Naoko Takemoto (née Takahashi)           |
| 19           | 1986         | Jacques Pineau (France)         | Naoko Takemoto (née Takahashi)           |
| 20           | 1987         | Tomomichi Suzuki                | Naoko Takemoto (née Takahashi)           |
| 21           | 1988         | Loren Schmidt                   | Naoko Takemoto (née Takahashi)           |
| 22           | 1989         | Gentaro Gonda                   | Naoko Takemoto (née Takahashi)           |
| 23           | 1990         | Joselito Sunga                  | Naoko Takemoto (née Takahashi)           |
| 24           | 1991         | Mats Andersson (Suède)          | Naoko Takemoto (née Takahashi)           |
| 25           | 1992         | Domingo Ramos                   | Naoko Takemoto (née Takahashi)           |
| 26           | 1993         | Jacques Pineau                  | Naoko Takemoto (née Takahashi)           |
| 27           | 1994         | Hiroyuki Nishimura              | Naoko Takemoto (née Takahashi)           |
| 28           | 1995         | Domingo Ramos Tomohiko Matsuo   | Naoko Takemoto (née Takahashi)           |
| 29           | 1996         | Gentaro Gonda                   | non disputé                              |
| 30           | 1997         | Gentaro Gonda                   | non disputé                              |
| 31           | 1998         | Akira Watanabe                  | non disputé                              |
| 32           | 1999         | Akira Watanabe                  | non disputé                              |
| 33           | 2000         | Akira Watanabe                  | non disputé                              |
| 34           | 2001         | Gentaro Gonda                   | non disputé                              |
| 35           | 2002         | Simon Bibby                     | Miyoko Watai Nguyen Kang Guoko (Vietnam) |
| 36           | 2003         | Ryo Shiomi Kiyotaka Sakai       | non disputé                              |
| 37           | 2004         | Kiyotaka Sakai                  | Emiko Nakagawa                           |
| 38           | 2005         | Shinya Kojima                   | Melody Garcia (Philippines)              |
| 39           | 2006         | Shinya Kojima Masahiro Baba     | Haruko Tanaka                            |
| 40           | 2007         | Shinsaku Uesugi Shinya Kojima   | Emiko Nakagawa                           |
| 41           | 2008         | Shinya Kojima                   | Emiko Nakagawa                           |
| 42           | 2009         | Sam Collins (Irlande)           | Narumi Uchida                            |
| 43           | 2010         | Ryosuke Nanjo Shinya Kojima     | Narumi Uchida                            |
| 44           | 2011         | Ryuji Nakamura Masahiro Baba    | Ekaterina Egorova (Russie)               |
| 45           | 2012         | Ryosuke Nanjo                   | Narumi Uchida Epiphany Peters (USA)      |
| 46           | 2013         | Junta Ikeda (Australie)         | Narumi Uchida                            |
| 47           | 2014         | Ryosuke Nanjo                   | Narumi Uchida                            |
| 48           | 2015         | Masahiro Baba                   | Mirai Ishizuka                           |
| 49           | 2016         | Trần Thanh Tú (Vietnam)         | Mirai Ishizuka Natsumi Fukuda            |
| 50           | 2017         | Koji Noguchi                    | Karen Hoshino                            |
| 51           | 2018         | Tran Thanh Tu (Vietnam)         | Qin Ranran (Chine)                       |
| 52           | 2019         | Mirai Aoshima                   | Khaliun Battur (Mongolie)                |
| 53           | 2020         | Trần Thanh Tú                   | annulé                                   |
| 54           | 2021         | annulé                          | annulé                                   |
| 55           | 2022         | Mirai Aoshima                   | Azumi Sakai                              |
| 56           | 2023         | Ryosuke Nanjo                   | Azumi Sakai                              |
| 57           | 2024         | Ikeda Atsushioû                 | Narumi Uchida                            |
| 58           | 2025         | Trần Thanh Tú                   | Melody Takayasu                          |

## Multiples vainqueurs
Les années indiquées sont celles où eurent lieu les championnats.
12 titres
Gentaro Gonda (en 1972, 1973, 1975, 1976, 1977, 1978, 1979, 1985, 1989, 1996, 1997 et 2001)
5 titres
- Shinya Kojima (en 2005, 2006, 2007, 2008 et 2010)

4 titres
- Yukio Miyasaka (en 1968, 1969, 1970 et 1971)
- Hiroyuki Nishimura (en 1982, 1983, 1984 et 1994)
- Trần Thanh Tú (en 2016, 2018, 2020 et 2025)

## Champions d'échecs par correspondance
- 16.Tadahiko Mori (1983-1985)
- 17.Seiji Nakano (1985-1987)
- 18.Seiji Nakano (1987-1989)
- 19.Mayuki Majima (1989-1991)
- 20.Mayuki Majima (1991-1993)
- 21.Hirokaz Onoda (1993-1994)
- 22.Shoji Terada (1994-1996)
- 23.Takanori Tomizawa (1996-1998)
- 24.Nobuo Uchikura (1998-1999)
- 25.Takanori Tomizawa (1998-1999)
- 26.Nobuo Uchikura (1999-2000)
- 27.Nobuo Uchikura (2001-2002)
- 28.Nobuo Uchikura (2002-2003)
- 29.Takanori Tomizawa (2004-2005)
- 30.Takanori Tomizawa (2006-2007)  [12]
- 31.Takanori Tomizawa (2008-2009)  [13]
- 32.Nobuo Uchikura (2010-2011)  [14]
- 33.Takanori Tomizawa (2012-2013)  [15]
- 34.Takanori Tomizawa (2014-2015)  [16]
- 35.Takanori Tomizawa (2016-2017)  [17]
- 36.Nobuo Uchikura (2018-2020)  [18]
- 37.Takanori Tomizawa, Atsushi Saitou (2020-2022)  [19]
- 38.Nobuo Uchikura (2022-2023)  [20]